# Tommy Ingebrigtsen
Tommy Wiggen Ingebrigtsen (Trondheim, 8 agosto 1977) è un ex saltatore con gli sci norvegese, vincitore di varie medaglie olimpiche e iridate.

## Biografia
In Coppa del Mondo esordì il 14 dicembre 1993 in Val di Fiemme (51°), ottenne il primo podio il 16 gennaio 1999 a Zakopane (3°) e la prima vittoria il 25 novembre 2000 a Kuopio.
In carriera prese parte a due edizioni dei Giochi olimpici invernali, Salt Lake City 2002 (20° nel trampolino normale, 26° nel trampolino lungo, 9° nella gara a squadre) e Torino 2006 (3° nella gara a squadre), a cinque dei Campionati mondiali, vincendo tre medaglie, e a quattro dei Mondiali di volo, vincendo due medaglie.

## Palmarès

### Olimpiadi
- 1 medaglia:
  - 1 bronzo (gara a squadre a Torino 2006)

### Mondiali
- 3 medaglie:
  - 1 oro (trampolino lungo a Thunder Bay 1995)
  - 1 argento (trampolino normale a Val di Fiemme 2003)
  - 1 bronzo (gara a squadre a Val di Fiemme 2003)

### Mondiali di volo
- 2 medaglie:
  - 2 ori (gara a squadre a Planica 2004; gara a squadre a Tauplitz 2006)

### Mondiali juniores
- 1 medaglia:
  - 1 oro (trampolino normale a Gällivare 1995)

### Coppa del Mondo
- Miglior piazzamento in classifica generale: 11º nel 1999, nel 2001 e nel 2004
- 10 podi (5 individuali, 5 a squadre):
  - 3 vittorie (a squadre)
  - 3 secondi posti (1 individuale, 2 a squadre)
  - 4 terzi posti (individuali)

#### Coppa del Mondo - vittorie
| Data             | Località  | Nazione   | Trampolino                                                                     |
| ---------------- | --------- | --------- | ------------------------------------------------------------------------------ |
| 25 novembre 2000 | Kuopio    | Finlandia | Puijo K120 (con Roar Ljøkelsøy, Olav Magne Dønnem e Lasse Ottesen)             |
| 15 febbraio 2004 | Willingen | Germania  | Mühlenkopf HS130 (con Roar Ljøkelsøy, Bjørn Einar Romøren e Sigurd Pettersen)  |
| 6 marzo 2004     | Lahti     | Finlandia | Salpausselkä K116 (con Bjørn Einar Romøren, Sigurd Pettersen e Roar Ljøkelsøy) |